# Reklinek
Reklinek – wieś w Polsce położona w województwie wielkopolskim, w powiecie wolsztyńskim, w gminie Siedlec. Dawniej osada olęderska.
W okresie Wielkiego Księstwa Poznańskiego (1815-1848) miejscowość wzmiankowana jako Reklin Olendry należała do wsi większych w ówczesnym powiecie babimojskim rejencji poznańskiej. Reklin Olendry należał do tuchorskiego okręgu policyjnego tego powiatu i stanowił część majątku Karna, który należał wówczas do Jana Bnińskiego. Według spisu urzędowego z 1837 roku Reklin Olendry liczył 143 mieszkańców, którzy zamieszkiwali 24 dymów (domostw).
W latach 1975–1998 miejscowość administracyjnie należała do województwa zielonogórskiego.